# Demografiestrategie
Eine Demografiestrategie ist der politische Versuch der Steuerung der demografischen Bevölkerungsentwicklung aufgrund eines wahrgenommenen Problems. Die Strategie kann zahlreiche Faktoren umfassen, wie etwa die medizinische Versorgung, Bildungs- und Betreuungseinrichtungen sowie monetäre Anreize.

## Wirkungsebenen

### Demografiestrategie der EU
Im Jahr 2006 wurden von der Europäischen Kommission fünf strategische Maßnahmen zur „Bewältigung der Herausforderungen des demografischen Wandels“ vorgeschlagen:
- Unterstützung der demografischen Erneuerung durch bessere Bedingungen für Familien und die Vereinbarkeit von Beruf und Familie
- Förderung der Beschäftigung – mehr Arbeitsplätze und ein längeres Erwerbsleben mit hoher Lebensqualität
- Steigerung der Produktivität und Wirtschaftsleistung durch Investitionen in Bildung und Forschung
- Aufnahme und Integration von Migranten in Europa
- Gewährleistung nachhaltiger öffentlicher Finanzen für angemessene Renten, medizinische Versorgung und Langzeitpflege

### Aussagen u. a. von ‚Ökonomen aus Brüssel‘ für die EU (2008)
Wegen fallender Geburten- und steigender Todesraten quer durch Europa fordern Ökonomen aus Brüssel, dass die EU-Staaten bis 2050 ganze 56 Millionen Einwanderer benötigen (Jahr 2008). U.a. wird darauf hingewiesen, dass eine ausreichende Zahl Menschen im Arbeitsalter benötigt wird, um die Wirtschaft und die Steuereinnahmen aufrechtzuerhalten: „Having sufficient people of working age is vital for the economy and for tax revenue.“. Zudem wird die EU aufgerufen, Afrikanische Regierungen bei der Arbeitsmigration in die EU zu unterstützen. Erst kürzlich (2008) wurde ein Jobcenter in Bamako (Mali) eröffnet: „job centre opened in Bamako“. Des Weiteren sagte die franz. Politikerin Françoise Castex u. a.: „... have a calm approach to immigration. To say 'yes'... we need immigration ... we must accept this.“ (Satz 9 im referenzierten Artikel).

### Deutschland, Demografiestrategie (2015/2016)
Die Demografiestrategie der deutschen Bundesregierung vom September 2015 nennt vier Ansatzpunkte von zentraler Bedeutung:
- Wirtschaftliches Wachstum und Wohlstand langfristig zu sichern, damit auch künftige Generationen am Wohlstand teilhaben können.
- Den gesellschaftlichen Zusammenhalt zu fördern, denn belastbare soziale Beziehungen – in der Familie, der Nachbarschaft bis hin zu Gesellschaft und Arbeitswelt – sind unverzichtbar.
- Gleichwertige Lebensverhältnisse und Arbeitsbedingungen in allen Regionen zu unterstützen und eine hohe Lebensqualität in Stadt und Land zu sichern.
- Die Handlungsfähigkeit des Staates zu erhalten, verlässliche soziale Sicherungssysteme zu gewährleisten und den öffentlichen Dienst attraktiv zu halten.

In ihrer „weiterentwickelten Demografiestrategie“ von 2015 nennt die Bundesregierung Partner, mit denen sie vertieft in zehn Arbeitsgruppen zusammenarbeiten möchte.
- „Gute Partnerschaften für starke Familien“[6] (18 Mitglieder[7]),
- „Jugend gestaltet Zukunft“[8] (20 Mitglieder[9]),
- „Motiviert, qualifiziert und gesund arbeiten“ (20 Mitglieder[10]),
- „Selbstbestimmtes Leben im Alter“[11] (27 Mitglieder[12]),
- „Allianz für Menschen mit Demenz“[13] (23 Mitglieder,[14] z. B. Bundesärztekammer),
- „Regionen im demografischen Wandel stärken – Lebensqualität in Stadt und Land fördern“ (11 Mitglieder[15]),
- „Mobilisierung aller Potenziale zur Sicherung der Fachkräftebasis“ (11 Mitglieder[15]),
- „Ausländisches Arbeitskräftepotenzial erschließen und Willkommenskultur schaffen“ (14 Mitglieder,[15] z. B. Bundesagentur für Arbeit),
- „Bildungsbiografien fördern“ (11 Mitglieder,[15] z. B. Hochschulrektorenkonferenz) und
- „Der öffentliche Dienst als attraktiver und moderner Arbeitgeber“ (3 Mitglieder[15]).

### Kritik: starker Fokus auf wirtschaftliches Wachstum
In der Demografiestrategie der deutschen Bundesregierung von 2015 wird stark der Fokus auf wirtschaftliches Wachstum einschließlich intensiver Empfehlung zu Karriere gelegt, ohne Familie oder Kinder im jeweils unmittelbar benachbarten Text zu erwähnen.

### Aussagen der Deutschen Wirtschaft
Der Bundesverband Öffentlicher Banken Deutschlands (VÖB) hat mehrere Dokumente zur Analyse der demografischen Entwicklung in Deutschland in Form von z. B. sogenannten Positionspapieren oder bzgl. Immobilien-Analysen erstellt. Diese Dokumente enthalten für Deutschland statistische Zahlen und Grafiken unter anderem zur regionalen Verteilung ausgewählter demografischer und wirtschaftlicher Daten.
Im März 2006 wird die demographische Situation Deutschlands folgendermaßen beschrieben:
- „anhaltend niedrige Geburtenrate und nicht ausreichende ‚ökonomische‘ Zuwanderungsgewinne, prägen das Bild“
- „Bereits heute sehen sich einige Regionen mit entsprechenden gesellschaftlichen und wirtschaftlichen Problemen konfrontiert.“
- „Kinder stehen für die Zukunftsfähigkeit unserer Gesellschaft.“
- „Anerkennung für die Erziehung von Kindern eine unabdingbare Voraussetzung“.
- Außerdem wird betont, dass die 16 Förderbanken auf Landesebene „ordnungspolitische Ergänzungsfunktionen in Bereichen, die der Markt nicht ausreichend abdeckt“, übernehmen.[16]

Im Dokument VÖB-Positionen zu 10 Kernthemen zur Bundestagswahl 2009 wird prognostiziert: „Bevölkerungsrückgang und Alterung werden … zu sehr ungleichen Entwicklungen in den Regionen führen. Da der demografische Wandel bereits unumkehrbar ist, wird eine langfristige und effektive Förderstrategie benötigt, die die demographisch bedingten Entwicklungen abfedern, ausgleichen und steuern kann.“
Eine weitere Analyse des Zusammenhanges zwischen Wirtschaft und Demografie wurde von ‚Deutsche Bank Research‘ 2013 in Form der Ausarbeitung „Mittelstand und Demografie“ erstellt. Hier wird das Risiko des Nachwuchsmangels genannt: „Krise im Eurogebiet und Demografie trüben Perspektiven auf europäischen Absatzmärkten“ (Seite 8). Als mögliches Lösungsszenario wird dort der Zuzug von Fachkräften nach Deutschland vorgeschlagen: Beispielsweise „… bietet sich Talentsuche im Ausland an. So suchen derzeit viele junge Menschen aus den südeuropäischen Ländern eine Beschäftigung in Deutschland. Das hat zu verstärkter Zuwanderung aus diesen Ländern geführt.“
Im Dezember 2015 gab der Chefvolkswirt der Deutschen Bank, David Folkerts-Landau, die demografische Prognose im Zusammenhang mit der Flüchtlingskrise ab, dass er „ohne Zuwanderung ‚keine Lösung‘ für die Überalterung der deutschen Gesellschaft sehe.“.

### Regional

#### Südtirol (2017), Italien
Die Autonome Provinz Bozen – Südtirol trägt den Namen „Culla d'Italia“, die Wiege Italiens, laut Quelle ein Lebenszeichen in Zeiten des Niedergangs. Ein Bündel von familienpolitischen Maßnahmen sind im ‚Modell Bozen‘ vereint. Für familienpolitische Maßnahmen in Betrieben wurde ein Bonussystem für Firmen eingeführt, z. B. für ‚eine freiwillige Erhöhung des staatlich vorgeschriebenen Mutterschaftsbeitrages‘, oder bzgl. Anwendung von Teilzeitarbeit. Des Weiteren wählt der besonders aktive ‚Verein für Kinderspielplätze und Erholung (VKE)‘ die kinderfreundlichste Gemeinde in der Region Südtirol. U.a. wurden für die Stadt Bozen mit rund 100000 Einwohnern Flächen in der Größe von 60 Fußballfeldern als Kinderspielplätze zur Verfügung gestellt. Die Südtiroler Familienministerin Waltraud Deeg fasst dies so zusammen: „Alles beginnt von unten“, „Erst so kann die Politik ihren Teil beitragen.“

#### Sachsen (2018), Deutschland
Wegen der ‚stark gesunkenen Geburtenrate‘ wünscht sich Sachsens Ministerpräsident Michael Kretschmer ‚eine stärkere Zuwanderung von Osteuropäern in sein Bundesland‘. Der Freistaat Sachsen benötige „sehr dringend“ mehr Einwanderer. Weiterhin führt er aus: ‚Ohne Zuwanderung können wir den wirtschaftliche Boom kaum aufrechterhalten.‘

### Lokal

#### Kommunale Demografiestrategie Bielefelds
Die Stadt Bielefeld hat 2004 als erste bundesdeutsche Kommune eine Stabsstelle Demographische Entwicklungsplanung im Dezernat des Oberbürgermeisters eingerichtet, damit die Bevölkerungsentwicklung bei allen städtischen Planungen berücksichtigt wird. Die Demografiebeauftragte Susanne Tatje erhielt für ihr Konzept Demografischer Wandel als Chance? – Das Bielefelder Konzept 2006 den Innovationspreis des Landes Nordrhein-Westfalen. Dieses Konzept ist im August 2006 einstimmig im Rat der Stadt Bielefeld beschlossen worden und enthält u. a. sechs demografiepolitische Ziele für Bielefeld zu den Themen Integration von Zuwanderern, Bildung, Familienpolitik, Wohnen, Gesundheit und Wirtschaft. Darüber hinaus wird ein Verfahren vorgestellt, wie diese Ziele in Verwaltung und Politik bearbeitet werden können. Die Stadt Bielefeld hat in den Jahren 2008, 2014 und 2016 jeweils einen Demographiebericht herausgegeben. Zum 31. März 2017 ist das Amt für Demographie und Statistik in Bielefeld aufgelöst worden. Dessen Aufgaben sind auf andere kommunale Dezernate übergegangen.
Einen großen Bekanntheitsgrad erlangte auch der Bielefelder Demografie-Stempel. Hierbei handelt es sich um eine Handreichung für die Dezernate mit konkreten Hilfestellungen für ihre Planungen. Der Demografie-Stempel wurde im Wissenschaftsjahr 2013, das das Bundesministerium für Bildung und Forschung ausgerufen hatte, zum Ausstellungsobjekt einer Wanderausstellung der Leibniz-Gemeinschaft zum Demografischen Wandel. Eine von Susanne Tatje im Jahr 2016 veröffentlichte Untersuchung setzt sich kritisch mit der „Stellung der Demografiebeauftragten in Nordrhein-Westfalen“ auseinander.

#### Gemeinde Montereau (2019), Frankreich
„Ein Dorf ohne Kinder ist ein sterbendes Dorf“, argumentiert der Bürgermeister Jean Debouzy der Gemeinde Montereau im Département Loiret südlich von Paris.
Öffentliche Schulen sind von Schließung bedroht – wegen zu weniger Kinder. Eine ungewöhnliche Maßnahme schlägt der dortige Bürgermeister vor: Verteilung von Viagra an Pärchen. Ob das Konzept mit der Verteilung des rezeptpflichtigen Medikamentes umsetzbar ist, ist jedoch offen; u. a. wird noch die Genehmigung des dortigen Gemeinderates benötigt.